# Lygodactylus verticillatus
Lygodactylus verticillatus es una especie de gecos de la familia Gekkonidae.
Es endémico del sudoeste de Madagascar y de la isla Europa.